# Ramsau am Dachstein
Ramsau am Dachstein es una localidad situada en el distrito de Liezen, en el estado de Estiria, Austria. Tiene una población estimada, a principios del año 2022, de 2861 habitantes.
Está ubicada al noroeste de la ciudad de Graz —la capital del estado— y cerca del parque nacional Gesäuse y de la frontera con el estado de Alta Austria.
La práctica del esquí atrae a miles de turistas a la localidad cada invierno.